# 森山るり
森山 るり（もりやま るり、1991年7月4日 - ）は、日本のタレント、キャスター。愛知県出身。身長162cm。夫はプロサッカー選手の相馬勇紀。

## 人物・来歴
上智大学経済学部経営学科卒業。経営マーケティングを専攻していた。大学在学中、ミスソフィアコンテストに出場。
所持資格は、英検2級、TOEIC765、世界遺産検定2級。
アナウンサーに憧れていたが、各局のアナウンサー試験は不合格。その後、一般企業から内定をもらっていたが、先輩達の話を聞く内に、やはりアナウンサーへの夢を捨て切れず、内定を辞退して再びアナウンサーを目指した。セント・フォース、テイクオフ、A-PLUSに所属していたが結婚後はフリーランスとして活動している。
アイドル好きであり、大学時代所属していたサークルは「ハロプロ研究会」。ももいろクローバーZも「Z」が付く前からのファンで、早見あかりの脱退公演（4.10中野サンプラザ大会 ももクロ春の一大事〜眩しさの中に君がいた〜）も1部・2部共に観に行き、この公演が収録されたDVDに自分が映り込んでいるという。その後、さんみゅ〜もファンだとの事。
祖母の祖父（高祖父）は、二・二六事件で暗殺された渡辺錠太郎。母の祖母（曾祖母）は渡辺和子の姉・政子。曾祖父は慶應義塾大学医学部と東京医科大学で教授を歴任した生理学者の久保盛徳。
2021年現在、基本的に眼鏡姿であるが、眼鏡をはずした顔を見たタレントのヒロミは「可愛いとキレイの両方がある」、指原莉乃は「（メガネを取ると）あどけない感じ」と述べている。
2021年8月28日、Jリーグ名古屋グランパスエイト所属で東京オリンピック日本代表選手の相馬勇紀と同年5月に結婚したことを公表。2022年4月27日に第一子の長男が誕生した。

## 出演

### テレビ
- ZIP!（2013年4月 - 9月・2019年4月 -2021年3月 、日本テレビ） - 流行ニュース Boomers→ZIP!特集担当
- ニュースモーニングサテライト（2017年4月3日 - 2019年3月29日、テレビ東京） - お天気キャスター
- リーガダイジェスト!（2020年 - 、WOWOW） - 9代目“WOWOWリーガール”[10]
- 芸能人格付けチェック BASIC～春の3時間スペシャル～（2018年3月27日、ABCテレビ） - 「チームお天気お姉さん」の1人として
- バラいろダンディ（2019年4月2日 -2021年3月15日、TOKYO MX） - 火曜バーディ
- 沸騰ワード10 (2019年5月10日、日本テレビ)
- 有吉くんの正直さんぽ  (2019年5月18日、フジテレビ) -ゲスト
- じっくり聞いタロウ 〜スター近況（秘）報告〜 (2019年5月23日、テレビ東京)
- ネプリーグ (2019年6月10日、フジテレビ) -ゲスト
- 本能Z (2019年6月19日、CBCテレビ) -ゲスト
- 浜ちゃんが！(2019年6月19日、読売テレビ、7月3日、日本テレビ) -ゲスト
- クイズプレゼンバラエティー Qさま!! (2019年6月24日、テレビ朝日)
- 超逆境クイズバトル!! 99人の壁 (2019年7月6日、フジテレビ)
- 1億人の大質問!?笑ってコラえて! (2019年7月10日、日本テレビ) -ゲスト
- 世界まる見え!テレビ特捜部 (2019年8月19日、日本テレビ) -ゲスト
- 水曜日のダウンタウン (2019年8月21日、TBS) -スタジオゲスト
- 今ちゃんの「実は…」(2019年9月4日、朝日放送)
- 二軒目どうする？～ツマミのハナシ～ (2019年9月7日、テレビ東京) -ゲスト
- くりぃむクイズ ミラクル9 (2019年9月11日、テレビ朝日)
- 東大王 (2019年9月25日、TBS)
- ビーバップ!ハイヒール (2019年10月24日、朝日放送)
- オザワナイト (2019年12月6日、13日、20日、27日、TBS)
- ダウンタウンDX（2020年3月19日、読売テレビ・日本テレビ系） - 愛知県代表ゲスト
- BACK STAGE (2020年8月30日、CBCテレビ) -スタジオゲスト
- The Gift (2021年2月15日、日本テレビ)
- ゲームズ・ボンド (2021年3月28日、テレビ朝日)[11]

### ゲーム
- プロ野球スピリッツA（2016年、コナミ） - 秘書 役[12]